# Theo Lutz
Theo Lutz (* 23. Juli 1932; † 31. Januar 2010 in Esslingen am Neckar) war ein deutscher Informatiker. Lutz war Professor an der Fakultät für Informationstechnik der Hochschule Esslingen und ein Pionier auf dem Gebiet der digitalen Poesie.
Die stochastischen Texte, die Theo Lutz im Jahre 1959 erzeugte, indem er einen Algorithmus für eine von Konrad Zuse konstruierte Z22 programmierte, sind frühe Beispiele computergenerierter Poesie.

## Leben und Beruf
Lutz studierte Mathematik, Physik und Elektronik in Stuttgart und Tübingen und war ab 1959 bei der Standard Elektrik Lorenz AG, Stuttgart-Zuffenhausen beschäftigt. Ab 1966 war er Mitarbeiter von IBM Deutschland, wo er 1982 Leiter der Abteilung Grundsatzfragen bzw. Produktprognosen in Stuttgart wurde, wo er sich unter anderem mit der Technologiefolgenabschätzung befasste. Lutz war ein Schüler des Philosophen Max Bense und stand in Kontakt zur Stuttgarter Gruppe/Schule.
Theo Lutz starb 2010 nach langen Jahren der Demenz.

## Zehn mal 2010
Lutz stellte 1987 zehn Thesen zur Entwicklung des Computers bis zum Jahre 2010 auf:
- These 1: „Bis zum Jahre 2010 wird der Computer ein weit verbreitetes Werkzeug sein. Der Mensch hat sich daran gewöhnt, dass der Computer nützlich ist, aber auch daran, dass ihm der Computer in vielen Bereichen überlegen ist, und dass man nicht mehr auf ihn verzichten kann und will. – Typisch für heute ist, dass wir keinerlei Gefühl dafür haben, welche Bereiche dies sein werden.“[6]
- These 2: „Die Jahre bis zum Jahre 2010 werden vor allem in unseren Büros bestimmt sein durch eine Befreiung des Menschen von einem erheblichen Teil an ‚informeller Kommunikation‘, die zügiger und produktiver über geeignete Medien formell abgewickelt werden kann.“[7]
- These 5: Diese These sagte eine „umgangssprachliche“ Kommunikation in Schrift und Stimme zwischen Mensch und Computer voraus.[8]
- These 9: „Auch im Jahre 2010 wird die aufgeklärte und demokratische Gesellschaft ihre spezifischen Ängste haben, aber sie werden wenig mit dem Computer zu tun haben. Themen wie ‚Angst vor Überwachung‘, ‚Jobkiller‘, ‚Datenschutz‘ u. a. werden nicht mehr im Zusammenhang mit dem Computer gesehen. Datenschutz wird als Bürgerrecht akzeptiert und respektiert sein.“[1]
- These 10: „Bis zum Jahre 2010 wird sich ein gewisses Verständnis dafür entwickelt haben, ob der Computer mehr ist als nur eine Filiale des Gehirns oder ein Intelligenzverstärker. Alles spricht dafür, dass Begriffe wie ‚Künstliche Intelligenz‘ bis zum Jahre 2010 stark relativiert und auf ihren rein technischen, werkzeughaften Sinn reduziert sind. Eine Symbiose zwischen dem biologischen Gehirn und dem technischen Computer bleibt eine Fiktion.“[7]

## Werke
- 1970: Zum „Problem des Cicero“ in: muster möglicher welten, eine Anthologie für Max Bense [Festschrift für Max Bense zum 60. Geburtstag] Hrsg. von Ludwig Harig und Elisabeth Walther, Wiesbaden 1970, S. 105–110
- 1968: Keiner weiß, was Kybernetik ist, Franckh Verlag, zusammen mit Rolf Lohberg
- 1966: mit Volker Hauff. Programmierfibel. Eine verständliche Einführung in das Programmieren digitaler Rechenautomaten, Telekosmos-Verlag, Franckh’sche Verlagshandlung, Stuttgart. 2., durchgesehen Auflage.